# Velké Bílovice
Velké Bílovice (češka izgovorjava: [ˈvɛlkɛː ˈbiːlovɪtsɛ]) je mesto v Južnomoravskem okraju na jugovzhodnem Moravskem, Češka. Nahaja se približno 80 km severovzhodno od Dunaja. Leta 2021 je imelo 3.906 prebivalcev. Je največje vinorodno mesto na Češkem z več kot 780 hektarji vinogradov (2020).

## Fotogalerija
|  |  |  |
|  |  |  |